# 리바이 P. 모턴
리바이 파슨스 모턴(Levi Parsons Morton, 1824년 5월 16일 ~ 1920년 5월 16일)은 미국의 제22대 부통령 (1889년 ~ 1893년)이다. 그는 또한 뉴욕주 연방 하원 (1879년 ~ 1881년), 프랑스 주재 미국 공사 (1881년 ~ 1885년)와 31대 뉴욕주지사 (1895년 ~ 1896년)을 지내기도 하였다.

## 어린 시절
버몬트주 소러햄에서 대니얼 올리버 모턴 목사와 루크레티아 파슨스에게 태어났다. 그의 부친은 회중 목사였으며 리바이는 형 데이비드 올리버 모턴이 있었다.
겸손한 가정에서 태어난 리바이 모턴은 이른 시기에 학교를 떠나야 했다. 자신이 고등 교육을 추구하길 원했어도 가족의 재정적 제약이 더욱 나가서 공부로부터 그를 금지시켰다.

## 경력
모턴은 자신의 일생에 일찍 조용히 일을 하기 시작하였으며 그의 첫 직업은 시골 상점에서 점원이었다. 일반 상점에서 꾸준히 일한 후, 그는 뉴햄프셔주 보스캐원에 있는 학교를 위하여 교사직을 택하는 데 자신의 육체 노동을 떠났다.
교사로부터 곧 모턴은 이스터브룩과 성직자직으로 도로 옮겼다. 하지만 이 시간에 그는 부기의 뉘앙스를 배우는 데 참여하여 자신을 계산에 숙련자로 만들었다. 알맞게 훈련을 받은 그는 뉴햄프셔주 하노버에서 자신 소유의 이스터브룩 상점을 경영하였다.
모턴의 사업 통찰력과 실력들은 곧 당시 명성이 있던 보스턴의 가장 큰 수입 상사 비브 앤드 코어에 자신을 놓았다. 하지만 그는 곧 승진하여 뉴욕에서 자신 소유의 직물 회사를 형성하였다.
1861년 남북 전쟁이 일어난 동안 모턴은 상당한 손실과 함께 고통을 겪었다. 그러면서 그는 자신의 회사를 해체하였고 대신 1863년 월스트리트의 은행을 창립하였다. 그의 은행 경력은 심오하게 잘 되었고 1873년까지 그는 국가에서 저명한 은행가들 중의 하나가 되었다.
그 일은 모턴이 율리시스 S. 그랜트 대통령과 뉴욕주 연방 상원 로스코 콩클링 같은 정치적 거물들과 친구를 했던 그의 은행 경력 동안 있었다. 1876년 그는 공화당 전국 위원회의 재정 의장이 되었다.
1876년 미국 대통령 선거가 열린 동안 모턴은 뉴욕주의 제11 선거구로부터 의석을 위하여 겨루었다. 하지만 그는 좁은 차이에 의하여 패하였다. 희망을 잃지 않은 그는 1878년 의석을 위하여 다시 겨루어 자신의 패배를 승리로 전향시켰다. 동년에 그는 러더퍼드 B. 헤이스 대통령에 의하여 파리 만국 박람회로 명예 위원으로 임명되었다.
제46차와 47차 의회가 열린 동안 모턴은 공화당원으로서 선출되었다. 그는 1879년부터 1881년 자신의 사임까지 연방 하원을 지냈다. 이 시간 동안 그는 오하이오주의 제임스 A. 가필드와 친구가 되었다.
1880년 미국 대통령 선거가 열린 동안 가필드는 공화당 대통령 후보 지명자로서 그랜트와 제임스 G. 블레인에 겨루었다. 그는 자신의 부통령 후보가 되는 데 모턴에게 제공하였으나 후에 제공을 거절하였다. 대신 모턴은 영국 혹은 프랑스 주재 공사로 임명되기를 요청하였다.
가필드가 대통령직을 취했을 때 모턴은 찰스 기토에 프랑스 주재 미국 공사로서 선출되어 1881년부터 1885년까지 지냈다.
그의 외교 업무는 프랑스인들을 따라 그를 매우 인기있게 만들었다. 자신의 4년간 근무 동안 모턴은 미국과 프랑스 사이에 상업적 관계를 설립하는 도움을 주었고, 프랑스의 미국에게 자유의 여신상 선물과 함께 연결된 증정식을 크게 사회하였다.
자신의 성공적인 외교 경력에 불구하고, 모턴은 연방 상원에서 의석을 위하여 자신의 야망을 포기하지 않았다. 그러면서 1885년과 1887년 사이에 그는 두번이나 겨루었으나 각가 비성공적이었다. 하지만 자신의 사심없는 의무감의 이유로 그는 1888년 부통령 후보 지명을 받았다.
1889년 벤저민 해리슨의 공화당 공천 후보에 모턴은 미국의 부통령으로 선출되었다. 그는 1893년까지 4년간 부통령을 지냈다. 자신들의 기간 동안 모톤의 내각이 백만장자의 클럽으로 알려졌던 동안 해리슨의 내각이 사업가의 내각으로 불린 것으로 해리슨과 모턴은 둘다 너무나 사업가들에 호의를 가졌다.
부통령직에서 자신의 기간 동안 모턴은 이후의 행정부가 헨리 캐벗 로지에 의하여 후원된 로지법의 통과를 확보하는 데 실패한 후 해리슨의 주력을 향했다. 법안은 본질적으로 남부에서 흑인들의 투표권을 집행한 선거법이었다. 해리슨은 실패에 결과를 가져온 지지의 부족으로 해리슨을 핑계대었다.
로지법의 실패 후 모턴은 해리슨의 지지를 잃었다. 그는 1892년 미국 대통령 선거를 위하여 부통령 후보로서 화이트로 리드에 의하여 대체되었다. 하지만 해리슨과 리드는 민주당 후보들에게 선거를 패하였다.
자신의 부통령 기간 후, 모턴은 1895년부터 1896년까지 뉴욕주지사를 지냈다.
1896년 그는 공화당 대통령 후보 지명을 위하여 숙고되었으나 윌리엄 매킨리에게 경주를 패하였다. 그는 결국적으로 정계 은퇴하여 부동산 투자가가 되었다.
1900년과 1911년 사이에 그는 뉴욕 원이스트 60번가에 있는 메트로폴리탄 클럽의 회장을 지냈다. 그는 J. P. 모건을 앞서 프랭크 나이트 스터지스에 의하여 대체되었다. 추가적으로 그는 1897년부터 1909년까지 뉴욕 동물학 사회의 회장을 지냈다.

## 개인 생활과 유산
모턴은 1856년 10월 15일 브루클린 플랫랜즈에서 루시 영 킴벌과 결혼하였다. 함께 그들은 하나의 자식을 두었고 루시 여사는 1871년 사망하였다.
루시의 사망 후, 모턴은 1873년 애나 리빙스턴 리드 스트리트와 재혼하여 함께 5명의 딸을 두었다.
1920년 5월 16일 자신의 96세 생일에 그는 뉴욕주 더치스군에 있는 라인베크에서 사망하였다. 그는 라인베크 묘지에 안치되었다. 일리노이주에 있는 마을 모턴그로브는 그의 이름을 땄다.

## 역대 선거 결과
| 선거명      | 직책명                     | 대수 | 정당   | 득표율 | 득표수 (선거인단)   | 결과 | 당락                 |
| ----------- | -------------------------- | ---- | ------ | ------ | ------------------- | ---- | -------------------- |
| 1876년 선거 | 하원의원 (뉴욕 제11선거구) | 45대 | 공화당 | 49.13% | 12,092표            | 2위  | 낙선                 |
| 1878년 선거 | 하원의원 (뉴욕 제11선거구) | 46대 | 공화당 | 65.65% | 14,078표            | 1위  | 뉴욕주 하원의원 당선 |
| 1880년 선거 | 하원의원 (뉴욕 제11선거구) | 47대 | 공화당 | 55.03% | 18,232표            | 1위  | 뉴욕주 하원의원 당선 |
| 1884년 선거 | 미국의 부통령              | 22대 | 공화당 | 47.80% | 5,443,892표 (233명) | 1위  | 미국의 부통령 당선   |
| 1894년 선거 | 뉴욕 주지사                | 31대 | 공화당 | 52.82% | 673,818표           | 1위  | 뉴욕 주지사 당선     |